# اتحاد هوارال
اتحاد هوارال (بالإسبانية: Club Sport Unión Huaral)‏ هو نادي كرة قدم بيروفي تأسس في 1947، ويلعب في كوبا بيرو ‏.

## وصلات خارجية
- الموقع الرسمي